# Komma
De komma is een leesteken dat wordt gebruikt als scheidingsteken tussen delen van een zin, tussen items in een lijst en als decimaalteken in een getal.

## Ontwikkeling
In de 3e eeuw v.Chr. ontwikkelde Aristophanes van Byzantium, de hoofdbibliothecaris van de Bibliotheek van Alexandrië, een eerste systeem om zinnen met interpunctie te verdelen in kleinere delen. De huidige komma groeide uit de schuine streep "/", de virgula suspensiva ("kleine hangende twijg") die van de 13e tot de 17e eeuw werd gebruikt om een leespauze aan te geven, vooral in teksten die werden gereciteerd. De Italiaanse drukker Aldus Manutius legde de basis voor de tegenwoordige schrijfwijze. In de loop van de 16e eeuw verschoof het teken naar de onderregel en ontstond de gekrulde vorm.

## Gebruik
Soms is de komma noodzakelijk om de structuur van een zin te verduidelijken, soms kan de komma naar eigen keuze geplaatst worden. In sommige gevallen kan de komma een betekenisverschil maken in een zin. Als vuistregel voor het gebruik geldt: plaats een komma waar bij gewoon spreken of lezen een kleine pauze kan worden gedacht. In geval van twijfel of op een bepaalde plaats een komma moet staan of niet, is het vaak het beste om hem weg te laten. De plaatsen waar een komma wel kan of moet staan, zijn tussen:
- deelzinnen,
- zinsdelen,
- werkwoorden,
- zelfstandige naamwoorden, bijvoeglijke naamwoorden of bijwoorden (in opsommingen).

### Voorbeelden
- Uitbreidende versus beperkende bijzin. Een komma geeft betekenisverschil:
  - De jongens uit 4a, die de directeur een ezel hebben genoemd, krijgen straf.
(Alle jongens hebben dat gedaan; dit is een uitbreidende bijzin.)
  - De jongens uit 4a die de directeur een ezel hebben genoemd, krijgen straf.
(Slechts enkele jongens uit 4A hebben dat gezegd, en alleen zij krijgen straf; dit is een beperkende bijzin.)

- Verduidelijking. Een komma kan aankondigen dat er een zinswending volgt:
  - De Spanjaard (Ducati) leidde toen de race op het natte circuit van Motegi na een rode vlag niet meer herstart werd.[1]
  - De Spanjaard (Ducati) leidde, toen de race op het natte circuit van Motegi na een rode vlag niet meer herstart werd.

## Komma voor 'en'
Volgens een oude schoolregel mag voor het voegwoord 'en' nooit een komma geplaatst worden. Dit is niet juist, zoals uit het volgende voorbeeld duidelijk wordt.
Peter en Hans ontmoetten in de stad Jan en Anna, en Hans vroeg hun mee te gaan naar de film.
Als 'en' wordt gebruikt in een opsomming, wordt er doorgaans geen komma geplaatst. Bijvoorbeeld:
Patat en mayonaise en ketchup en satésaus zijn erg lekker.
Patat, mayonaise, ketchup en satésaus zijn erg lekker.
Beide zinnen zijn juist. Een komma bij een opsomming kan als er een pauze te horen is of als er lees- of interpretatieproblemen kunnen ontstaan. Bijvoorbeeld:
Op het festival worden documentaires vertoond uit Oost-Europa, speelfilms van minder bekende regisseurs en cineasten, en korte animatiefilms.
De volgende zinnen zijn niet correct:
Piet, en Willem zijn goede vrienden.
Neemt u de bon, en het garantiebewijs mee?

## Komma tussen twee persoonlijke voornaamwoorden
Een fout die veel gemaakt wordt, is het kommagebruik tussen twee voornaamwoorden.
Fout is: Heb je, jezelf vermaakt?
Goed is:  Heb je jezelf vermaakt?
De komma in de foute zin is overbodig, het is namelijk één zin. De komma wordt ingezet waar je tijdens het praten een korte pauze inlast, de zin uit het voorbeeld zou je ook niet in twee delen opzeggen.

## Komma tussen twee persoonsvormen
Tussen twee persoonsvormen wordt een komma geplaatst.
Toen ze thuiskwam, hing ze haar jas aan de kapstok.
Dit is het kommagebruik tussen twee persoonsvormen binnen één zin die uit een hoofd- en een of meer bijzinnen bestaat.

## Komma tussen twee nevengeschikte zinnen
Tussen twee nevengeschikte zinnen wordt een komma geplaatst. Dit is soms cruciaal voor de betekenis van de volledige zin:
Bevrijd hem niet, hij heeft de dood verdiend.
Bevrijd hem, niet hij heeft de dood verdiend.
Hier is de komma letterlijk van levensbelang: de eerste zin kost de persoon het leven, de tweede redt de persoon.

## Komma's in getallen
De komma wordt toegepast voorafgaand aan cijfers achter de komma in een getal. Bij gebruik van het decimale talstelsel wordt dit het decimaalteken genoemd. In Angelsaksische landen wordt de komma gebruikt als scheidingsteken tussen groepen duizendtallen binnen een getal.
- De Nederlandse schrijfwijze van een groot getal (in dit geval honderddrieëntwintigduizend vierhonderdzesenvijftig komma zevenhonderdnegenentachtig) is: 123.456,789 of 123 456,789
- De Angelsaksische schrijfwijze is: 123,456.789
- De schrijfwijze volgens de ISO-standaard (31-0) is 123 456,789. Om de leesbaarheid te bevorderen worden grote getallen geschreven in groepen van drie cijfers, onderbroken door een halve spatie en gerekend vanaf de komma naar achteren en naar voren (4 248 473,298 783 53).

Het Nederlandse gebruik van de komma in getallen komt terug in de zegswijze: Dit effect is achter de komma, hetgeen wil zeggen dat het een klein effect is. Sommige dieren die een kenmerk hebben die aan een komma doet denken dragen het leesteken in hun naam, zoals de kommavlinder en de kommazweefvlieg.

## Hoofdletter na een komma
Na een komma komt vrijwel nooit een hoofdletter omdat na een komma de lopende zin doorgaat. 
Een uitzondering is de hoofdletter in de zin na de aanhef van een brief. De aanhef van een brief of e-mail mag met een komma eindigen, maar wordt toch gezien als afzonderlijk element van de brief. In de laatste BIN-normen wordt geadviseerd om na de aanhef van een brief geen komma of ander leesteken meer te gebruiken, maar is het nog wel toegestaan. Daarom wordt de eerste zin van een brief met een hoofdletter begonnen, ook al eindigt de aanhef op een komma.
Geachte mevrouw Wiki,
Hierbij deel ik u mede dat ik met veel plezier meewerk aan Wikipedia.
Na de komma komt dus een lege regel. De eerste zin van de brief begint met een hoofdletter.
Ook aan het eind van de brief komt een komma met daarna een hoofdletter, maar in dat geval vanwege de hoofdletter van de naam:
Met vriendelijke groet,
Peter de Wikipediaan